# Xarifa
Xarifa är ett släkte av skalbaggar. Xarifa ingår i familjen trägnagare.
Kladogram enligt Catalogue of Life:
| Xarifa | \| \| Xarifa insularis \| \| \| \| \| \| Xarifa lobata \| \| \| \| |
|        | \| \| Xarifa insularis \| \| \| \| \| \| Xarifa lobata \| \| \| \| |
|        | Xarifa insularis                                                   |
|        |                                                                    |
|        | Xarifa lobata                                                      |
|        |                                                                    |